# San Lorenzo (Kaua)
San Lorenzo es una localidad del municipio de Kaua en el estado de Yucatán, México.

## Toponimia
El nombre (San Lorenzo') hace referencia a Lorenzo, el mártir.

## Hechos históricos
- En 1935 pasa del municipio de Uyama al de Kaua.
- En 1950 vuelve al de Uayma.
- En 1990 vuelve al de Kaua.

## Demografía
Según el censo de 1980 realizado por el INEGI, la población de la localidad era de 59 habitantes, de los cuales 27 eran hombres y 32 eran mujeres.
| 3                           | 26 | 40 | 75 | 44 | 64 | 59 |
| (Fuente: INEGI [Consultar]) |    |    |    |    |    |    |